# Лауниц, Владимир Фёдорович фон дер
Влади́мир Фёдорович фон дер Ла́униц (10 [22] августа 1855, село Каргашино, Тамбовская губерния — 21 декабря 1906 [3 января 1907], Санкт-Петербург) — генерал-майор, тамбовский губернатор (1902—1905), санкт-петербургский градоначальник (1905—1906). Убит террористом.

## Биография
Из остзейских дворян православного вероисповедания. Родился в семье генерал-лейтенанта Фёдора Фёдоровича фон дер Лауница (1811—1886) и его жены Софии Николаевны Карачинской (1829—1905).
Окончил Пажеский корпус. На службе с 29.04.1867. 11.08.1873 определён корнетом в Александрийский гусарский полк. С 1875 года служил в лейб-гвардейском Гродненском гусарском полку. В 1877 году — ординарец командира 2-й гвардейской кавалерийской дивизии И. В. Гурко. Участник русско-турецкой войны 1877—1878.
После окончания войны состоял при заведующим гражданскими делами в Болгарии, при софийском и адрианопольском губернаторах. В 1880 возвращается в полк. В 1887 вышел в отставку в чине полковника.
В 1895 году избран харьковским уездным предводителем дворянства. В 1901 году назначен архангельским вице-губернатором. Помогал Соловецкому монастырю. C 28 августа 1902 года тамбовский губернатор.
С 23 декабря 1905 (5 января 1906) года — градоначальник Санкт-Петербурга. В период его градоначальства в столице:
- 27 апреля (10 мая) 1906 — в Таврическом дворце начала работу Государственная дума Российской империи I созыва.
- Организованы курсы по подготовке брандмейстеров.
- Открыты высшие женские историко-литературные и юридические курсы.
- На Охте появилось первое в этом районе среднее учебное заведение — частная женская гимназия Л. И. Нехорошевой.
- На Театральной площади установлен памятник М. И. Глинке.
- Санкт-Петербургское 1-е Общественное собрание переименовано в «Екатерининское Собрание в Санкт-Петербурге».

Во время революционных событий 1905—1907 годов Лауниц старался всячески противодействовать террористам, открыто поддерживал монархические организации, такие как Союз русских людей и Союз русского народа. Плохо скрываемая Лауницем поддержка боевых дружин Союза русского народа, возглавляемых Н. М. Юскевичем-Красковским, дошла до того, что он не только вооружал их, но им также была выдана денежная награда в размере 2000 рублей убийцам депутата I Государственной Думы М. Я. Герценштейна

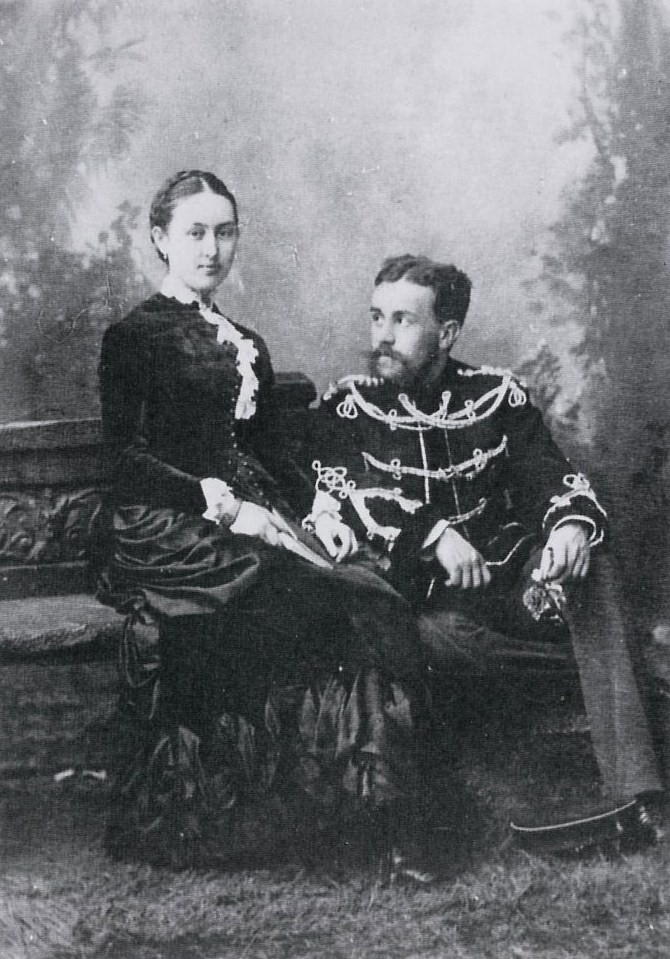
Владимир и Мария Лауниц

За несколько лет на него произошло 15 покушений. 21 декабря 1906 (3 января 1907) года застрелен террористом Кудрявцевым во время освящения  домовой церкви на четвертом этаже новой Клиники кожных и венерических болезней Императорского института экспериментальной медицины (ул. Академика Павлова, 9). «Когда после богослужения все спускались по лестнице, какой-то молодой человек во фраке ринулся к градоначальнику и выстрелил ему в затылок из маленького браунинга. Молодой человек выстрелил себе в висок. В это же мгновение он получил удар шашкой по голове и в него дважды выстрелил полицейский». Стрелявший — член «Боевой организации эсеров» Евгений Кудрявцев по заданию Григория Гершуни и братьев Гоцев ранее уже пытался убить Петра Столыпина. После убийства Лауница Кудрявцева опознать не смогли, и голову, заспиртованную в банке, выставили на всеобщее обозрение.

## Семья
Был женат с 1883 года на княжне Марии Александровне Трубецкой (22.03.1863—12.10.1922), дочери князя А. П. Трубецкого. После смерти мужа жила в имении с семьей сына и дочерьми, с 1918 года — после реквизиции имения проживала в Москве. Умерла в заключении в харьковской тюрьме. Дети: Владимир (1884—после 1918), Мария (1886—1959; в замужестве Лермонтова), Александр (1890—1914), Эмилия (1893—1966), София (1897—1976), Фёдор (1899—1979).

## Награды
- Орден Святого Станислава 3-й степени с мечами и бантом (1878);
- Орден Святого Станислава 1-й степени (1905);
- Орден Святой Анны 4-й степени (1878);
- Орден Святой Анны 3-й степени (1882);
- Орден Святого Владимира 3-й степени (1901);